# 伊钦浩尔洛·额尔德内巴特尔
伊钦浩尔洛·额尔德内巴特尔（1960年—）蒙古族，籍贯不详，蒙古国政治人物。

## 生平
额尔德内巴特尔是“Äräl”XXK公司董事及工程师。2004年国家大呼拉尔选举中，额尔德内巴特尔在科布多省第42选区作为“祖国－民主联盟”候选人参选，但失败。2004年9月，被任命为蒙古国不管部部长，主管技术监督事务。2006年1月至2007年12月，额尔德内巴特尔担任蒙古国自然环境部部长，2007年12月由冈呼亚格·希列格丹巴接任。